# Друга теорема Веєрштрасса

Точна верхня межа (червоний) і точна нижня межа (синій) неперервної функції ƒ(x) на закритому проміжку [a,b]

Дру́га теоре́ма Веєрштрасса доводить досягнення неперервною функцією своїх точних меж. Вперше сформулював і довів німецький математик Карл Веєрштрасс.

## Формулювання теореми
Якщо функція {\displaystyle f(x)} неперервна на проміжку {\displaystyle [a,b]}, то вона досягає на цьому проміжку своїх точних верхньої та нижньої меж. (тобто на проміжку {\displaystyle [a,b]} знайдуться точки {\displaystyle x_{1}} та {\displaystyle x_{2}} такі, що {\displaystyle f(x_{1})=M}, {\displaystyle f(x_{2})=m}.

## Доведення
Доведемо, що функція {\displaystyle f(x)} неперервна на проміжку {\displaystyle [a,b]} досягає своєї точної верхньої межі {\displaystyle \!M} (досягнення точної нижньої межі доводиться аналогічно).
Припустимо супротивне, тобто припустимо, що функція {\displaystyle f(x)} не приймає значення точної верхньої межі у будь-якій точці проміжку {\displaystyle [a,b]}. Тоді для всіх точок проміжку {\displaystyle [a,b]} нерівність {\displaystyle \!f(x)<M} є правильною, і ми можемо розглянути на проміжку {\displaystyle [a,b]} скрізь додатну функцію
{\displaystyle F(x)={\frac {1}{M-f(x)}}}.
Оскільки знаменник {\displaystyle M-f(x)} не обертається в нуль та неперервний на проміжку {\displaystyle [a,b]}, то за теоремою про неперервність частки неперервних функцій, функція {\displaystyle F(x)} також неперервна на проміжку {\displaystyle [a,b]}. У цьому разі, згідно з першою теоремою Веєрштрасса, функція {\displaystyle F(x)} обмежена на проміжку {\displaystyle [a,b]}, тобто знайдеться таке додатне число {\displaystyle B}, що для будь-якого {\displaystyle x} з проміжку {\displaystyle [a,b]} справедлива нерівність:
{\displaystyle F(x)={\frac {1}{M-f(x)}}\leq \!B}.
Її можна переписати (враховуючи що {\displaystyle M-f(x)>0}) у такому вигляді:
{\displaystyle f(x)\leq M-{\frac {1}{B}}}.
Це співвідношення правильне для будь-яких точок {\displaystyle x} з проміжку {\displaystyle [a,b]}. Воно суперечить тому, що {\displaystyle M} є точною верхньою межею (найменшою з усіх верхніх меж) функції {\displaystyle f(x)} на проміжку {\displaystyle [a,b]}. Отже, отримана суперечність доводить хибність нашого припущення.
Теорему доведено.